# Districte de Malema
El districte de Malema és un districte de Moçambic, situat a la província de Nampula. Té una superfície de 6.122 kilòmetres quadrats. En 2007 comptava amb una població de 164.898 habitants. Limita al nord amb els districtes de Nipepe i Maúa de la província de Niassa, al nord-oest amb el districte de Metarica també de la província de Niassa, a l'oest amb el districte de Cuamba també a la província de Niassa, al sud amb el districte de Gurúè i el districte d'Alto Molócue dr la província de Zambézia, i a l'est amb els districtes de Ribáuè i Lalaua.

## Divisió administrativa
El districte està dividit en tres postos administrativos (Chuhulo, Malema e Mutuali), compostos per les següents localitats:
- Posto Administrativo de Chuhulo:
  - Chuhulo
- Posto Administrativo de Malema:
  - Malema
  - Muralelo
  - Nataleia
  - Nioce
- Posto Administrativo de Mutuali:
  - Mutuali
  - Chipaca